# Arena Pantanal
Arena Pantanal este un stadion nou multifuncțional din Cuiabá, Brazilia.  El este unul din stadioanele gazdă pentru Campionatul Mondial de Fotbal 2014. Stadionul are o capacitate de 42.500 de locuri.

## Campionatul Mondial de Fotbal 2014
| Data          | Ora (UTC-03) | Echipa #1 | Rezultat  | Echipa #2             | Runda   | Spectatori |
| ------------- | ------------ | --------- | --------- | --------------------- | ------- | ---------- |
| 13 iunie 2014 | 18:00        | Chile     | Meciul 4  | Australia             | Grupa B |            |
| 17 iunie 2014 | 18:00        | Rusia     | Meciul 16 | Coreea de Sud         | Grupa H |            |
| 21 iunie 2014 | 18:00        | Nigeria   | Meciul 28 | Bosnia și Herțegovina | Grupa F |            |
| 24 iunie 2014 | 16:00        | Japonia   | Meciul 37 | Columbia              | Grupa C |            |